# Maraaya
Maraaya je slovinské duo, které reprezentovlo Slovinsko na Eurovision Song Contest 2015 s písní „Here for You“.

## Kariéra
Pevěcké duo, které se skládá z Marjetky Vovk (rozené Jurkovnik) a producenta Aleše Vovka (Raaye) bylo založeno v roce 2014, kdy spolu vydali svůj první singl „Lovin' Me“. Píseň zaznamenala velký úspěch v dance a iTunes hitparádách v Belgii, Německu, Itálii a ve Slovinsku a byla uvedena v polském „Bravo Hits Zima 2015“.
Jako skladatel se Raay podílel na písni pro slovinskou zpěvačku Tinkaru Kovač s názvem „Spet/Round and Round“, se kterou reprezentovala Slovinsko na Eurovision Song Contest 2014 a oba se podílel na písni „Nisi Sam (Your Light)“, se kterou Ula Ložar reprezentovala Slovinsko na Junior Eurovision Song 2014. Napsal i produkoval píseň „My Way Is My Decision“ pro slovinskou alpskou lyžařku Tinu Maze.
Dále napsal hudbu pro mnoho slovinských popových umělců.

## Diskografie

### Singly

#### Jako hlavní umělec
| Rok  | Název                              | Nejvyšší pozice v žebříčku | Nejvyšší pozice v žebříčku | Nejvyšší pozice v žebříčku | Nejvyšší pozice v žebříčku | Nejvyšší pozice v žebříčku | Nejvyšší pozice v žebříčku | Nejvyšší pozice v žebříčku | Album           |
| Rok  | Název                              | SLO                        | AUT                        | SVK                        | ITA                        | BEL (Fl-Tip)               | SWE (heats.)               | FIN (digital)              | Album           |
| ---- | ---------------------------------- | -------------------------- | -------------------------- | -------------------------- | -------------------------- | -------------------------- | -------------------------- | -------------------------- | --------------- |
| 2014 | „Lovin' Me“                        | 13                         | —                          | —                          | 52                         | 83                         | —                          | —                          | žádné album     |
| 2015 | „Here for You“                     | 1                          | 23                         | 24                         | —                          | 48                         | 10                         | 18                         | žádné album     |
| 2015 | „Living Again“                     | 12                         | —                          | —                          | —                          | —                          | —                          | —                          | žádné album     |
| 2016 | „Nothing Left for Me“              | 18                         | —                          | —                          | —                          | —                          | —                          | —                          | žádné album     |
| 2017 | „It's Complicated“ (featuring BQL) | 9                          | —                          | —                          | —                          | —                          | —                          | —                          | žádné album     |
| 2017 | „Sjaj“ (featuring BQL)             | —                          | —                          | —                          | —                          | —                          | —                          | —                          | CMC Vodice 2017 |
| 2017 | „Diamond Duck“                     | 1                          | —                          | —                          | —                          | —                          | —                          | —                          | žádné album     |

#### Featuring
| Rok  | Název                                          | Nejvyšší pozice v žebříčku | Nejvyšší pozice v žebříčku | Nejvyšší pozice v žebříčku | Nejvyšší pozice v žebříčku | Nejvyšší pozice v žebříčku | Nejvyšší pozice v žebříčku | Nejvyšší pozice v žebříčku | Album             |
| Rok  | Název                                          | SLO                        | AUT                        | SVK                        | ITA                        | BEL (Fl-Tip)               | SWE (heats.)               | FIN (digital)              | Album             |
| ---- | ---------------------------------------------- | -------------------------- | -------------------------- | -------------------------- | -------------------------- | -------------------------- | -------------------------- | -------------------------- | ----------------- |
| 2014 | „Rain in Your Eyes“ (LukeAt featuring Maraaya) | —                          | —                          | —                          | —                          | —                          | —                          | —                          | Lo Zoo Di (Vol.9) |